# Recours pour excès de pouvoir en France
Pour les autres articles nationaux ou selon les autres juridictions, voir Recours pour excès de pouvoir.
 (août 2013).
Si vous disposez d'ouvrages ou d'articles de référence ou si vous connaissez des sites web de qualité traitant du thème abordé ici, merci de compléter l'article en donnant les références utiles à sa vérifiabilité et en les liant à la section « Notes et références ».
Le recours pour excès de pouvoir est un « recours contentieux tendant à l'annulation d'une décision administrative et fondé sur la violation par cette décision d'une règle de droit ». Il « est ouvert même sans texte et a pour effet d'assurer, conformément aux principes généraux du droit, le respect de la légalité ». Le recours est l'action de demander au juge administratif (tribunal administratif, cour administrative d'appel, Conseil d'État) de prononcer l'annulation d'un acte édicté par une personne morale de droit public ou une personne morale de droit privé qui s'est vu conférer des prérogatives de puissance publique.
Il s'oppose au recours de plein contentieux (qui comprend par exemple, les recours en indemnisation), ainsi qu'aux procédures répressives (contraventions de grande voirie et sanctions disciplinaires prononcées par des juridictions).
Dans sa décision Ministre de l'agriculture c/ Dame Lamotte, le Conseil d’État a jugé qu'il existe un principe général du droit selon lequel toute décision administrative peut faire l'objet, même sans texte, d'un recours pour excès de pouvoir.

## Intérêt
Dans les États modernes, une autorité administrative ne dispose pratiquement jamais d'un pouvoir originaire et illimité. Si elle ne respecte pas les limites qui lui ont été assignées par la Constitution ou par la loi, on dira, selon la terminologie française, qu'elle commet un excès de pouvoir ou, selon la terminologie latine conservée par les anglo-saxons, qu'elle agit ultra vires.
Les recours pour excès de pouvoir se sont multipliés depuis quelques décennies, au moins dans les pays aux structures juridiques les plus complexes. Cette augmentation s'explique par plusieurs raisons :
- D'abord, l'action administrative s'est considérablement développée : certaines tâches traditionnelles, comme la police ou l'enseignement, sont devenues beaucoup plus lourdes.
- Des tâches nouvelles, comme l'aide sociale ou l'urbanisme, ont fait leur apparition.
- Les garanties accordées aux administrés se sont considérablement renforcées.
- Enfin, grâce aux progrès de l'instruction générale, et sous l'influence de divers mouvements revendicatifs, les administrés sont de plus en plus résolus à défendre leurs droits, au besoin par la voie d'une action en justice.

## Particularité propre au recours pour excès de pouvoir
Le recours en excès de pouvoir est, selon la formule d'Édouard Laferrière, "un procès fait à un acte" (ce qui fait dire à certains auteurs que, dans cette procédure, il n'y a pas à proprement parler de parties).
Le recours doit être formé dans un délai maximum de 2 mois après la publication ou la notification de l'acte attaqué.
« Les recours pour excès de pouvoir ne nécessitent pas d’avocat en première instance. Les requérants peuvent bénéficier sous condition de ressources de l’aide juridictionnelle ».
« L’intérêt à agir du requérant est libéralement interprété par le juge administratif. L’intérêt évoqué est jugé suffisant dès lors qu’il n’est pas lésé de façon exagérément incertaine ou indirecte ». Par exemple, pour déterminer l'intérêt à agir d'une association, le juge administratif évalue les intérêts qu'elle entend défendre dans son objet social ainsi que son étendue territoriale.

## Conditions requises pour former un recours en excès de pouvoir
Les conditions d'exercice du recours pour excès de pouvoir tiennent à l'intérêt à agir du requérant, au délai et à la nature de l'acte attaqué.

### Intérêt à agir du requérant
Le recours pour excès de pouvoir est largement ouvert aux justiciables, sans toutefois que la seule qualité de citoyen soit suffisante pour l'exercer : ce n'est pas une « actio popularis ». Il faut, pour pouvoir être recevable à l'exercer, justifier d'un « intérêt donnant qualité à agir », lequel est toutefois entendu de manière assez libérale et large par la jurisprudence (par exemple, la seule qualité de contribuable locale donne qualité pour agir contre tout acte d'une commune mettant en jeu les finances locales. Cet intérêt doit être direct, certain et actuel.

### Délai
Le recours pour excès de pouvoir n'est ouvert que pendant un certain laps de temps, après lequel il sera impossible de former un tel recours. Il faut agir dans le délai franc de deux mois à compter de la publication (lorsqu'il s'agit d'un règlement) ou de la notification (lorsqu'il s'agit d'une décision individuelle) de l'acte. Il existe cependant de nombreux aménagements à la règle du délai de deux mois, notamment la possibilité pour le requérant d'exercer un recours administratif gracieux devant l'autorité compétente en lui demandant de revenir sur sa décision ou un recours hiérarchique auprès de l'autorité supérieure à l'auteur de l'acte, dans un certain nombre de domaines ce recours préalable est même obligatoire; l'administration dispose de deux mois pour répondre à cette demande. En cas de réponse défavorable ou de silence de l'administration, le délai contentieux de deux mois redémarre.

### Acte à caractère décisoire exclusivementde nature infra-législative
Un recours pour excès de pouvoir ne peut être formé qu'à condition que l'acte attaqué ait un caractère décisoire, c'est-à-dire qu'il modifie l'ordonnancement juridique. Il doit donc avoir une portée juridique suffisante mais doit également revêtir stricto sensu l'aspect d'une décision c'est-à-dire comportant un élément de particularité affectant une situation individuelle précise. On dit alors que l'acte fait grief et cela permet un recours pour excès de pouvoir (REP).
A contrario, un REP ne serait pas recevable par exemple contre une disposition décrétale qui aurait valeur législative comme l'illustrent notamment certaines normes prises par l'autorité réglementaire qui se trouvent incorporées à une codification de textes. Le code des douanes, ainsi que d'autres codifications mineures, représentent parfaitement ce type de situation où les codes n'ont pas été votés par le législateur pas plus que les textes qu'ils comportent. Cela étant, avant de se voir doter de la sorte d'une valeur quasi-législative, donc avant de se trouver incorporé à une codification, nul doute qu'un tel décret puisse pleinement faire l'objet d'un REP dans les deux mois de sa publication. Mais passé ce délai "primaire" de droit commun, la promulgation du code ne rouvre plus de possibilité de REP.
Par leur aspect véritablement législatif, excédant l'objet purement décisionnel en ce qu'elles abordent le domaine du général excédant le sort particulier, les ordonnances ne relèvent pas d'un régime uniforme de REP. Car ces actes, prévus par l’article 38 de la Constitution, sont pris par le gouvernement, dans un domaine relevant normalement de la loi, et doivent être couvertes après loi d’habilitation votée par le Parlement qui en fixe les objets, cadre et durée.
1°) Tant que l'ordonnance n'est pas ratifiée, comme tout acte réglementaire, sa régularité peut être contestée devant le juge administratif, soit directement, par la voie d'un recours pour excès de pouvoir, soit indirectement, par voie d'exception, à l'occasion d'un recours formé contre une mesure d'application. Comme pour les décrets, le conseil d'État est compétent en premier et dernier ressort pour connaître des recours formés contre de telles ordonnances.
2°) La ratification, qu'elle soit opérée directement ou indirectement, a pour effet de transformer rétroactivement l'ordonnance concernée en texte de valeur législative. Du fait de sa ratification, l'« ordonnance acquiert valeur législative à compter de sa signature » (Arrêts du conseil d'État des 8 décembre 2000 et 17 mai 2002, M. Hoffer.). Dès lors, que ce soit par voie d'action ou d'exception, sa régularité ne peut plus être contestée par REP devant le juge : la légalité de l'ordonnance « n'est plus susceptible d'être discutée par la voie contentieuse » (Arrêt du conseil d'État du 8 décembre 2000, Gouvernement de la Polynésie française). L'effet rétroactif prive d'objet les recours pendants : le juge constate alors que « la requête devient sans objet ». À cet égard, la ratification produit les mêmes effets qu'une validation législative : soustraire les normes en cause à la contestation juridictionnelle.
Cela étant - pour les parties à une instance - la disposition en cause pourra, à la faveur des innovations récentes : art. 61-1 de la Constitution (réforme entrée en vigueur le 1er mars 2010), alors toujours faire l'objet d'une question prioritaire de constitutionnalité (QPC) : examen a posteriori in situ de la norme au cours de la procédure pendante. En pratique, les griefs concernant cet aspect de la contestation sont articulés obligatoirement par un mémoire distinct (y compris pour les procédures orales) et sont soutenus devant le Conseil constitutionnel conformément aux règles régissant la représentation des parties devant la juridiction de fond concernée. Un filtre est alors institué, renvoyant au juge de cassation de l'ordre compétent, pour décider du renvoi devant le Conseil. "Le REP se voit donc prolonger par la QPC pour les normes réglementaires ayant portée législative"…[réf. souhaitée]

## Procédure

### Compétence
Le recours pour excès de pouvoir est en principe porté en premier ressort devant un tribunal administratif. Toutefois, dans certains cas le Conseil d'État ou une Cour administrative d'appel peut être compétent en premier et dernier ressort,.

### Instruction de la requête
La procédure devant le juge administratif est écrite. La preuve est en principe libre,, et s'établit par tous moyens. Il n'existe pas de principe de loyauté de la preuve devant le juge administratif, même si l'administration doit quant à elle rester loyale vis à vis des agents qui lui sont subordonnés dans le cadre du contentieux de la fonction publique (CE, GANEM, 2014).
La phase d'instruction est guidée par les principes de l'inquisitoire et du contradictoire. Selon le premier, c'est le juge, et non les parties, qui dirige l'instruction (CE, Couespel du Mesnil, 1936). Concernant le principe du contradictoire, cela signifie que les parties à l'instance (le requérant et l'administration) discutent leurs arguments tour à tour. Le contradictoire est, depuis 1961, un principe général du droit (CE, Société La Huta, 1961), le pouvoir règlementaire y est donc soumis.

## Moyens invocables
Les moyens susceptibles d'être invoqués à l'appui d'un recours pour excès de pouvoir sont généralement classés en deux catégories (« causes juridiques ») - les moyens d'illégalité externe et ceux d'illégalité interne.
D'après une décision dite « Intercopie » du Conseil d'État, un requérant ne peut ajouter un moyen relevant d'une nouvelle cause juridique à une requête après l'expiration du délai de recours, sauf si ce moyen est d'ordre public.

### Moyens d'illégalité externe
Les moyens d'illégalité externe (ou « moyen de légalité externe » s'il est pris par la négative) sont des moyens tirés de la mise en œuvre de l'acte :
- incompétence de l'auteur de l'acte : moyen d'ordre public qui peut être soulevé d'office par le juge. L'incompétence peut être matérielle, territoriale ou temporelle.
- vice de forme (dont le défaut de motivation)[20]
- vice de procédure
- vice dans la composition d'un organisme dont l'avis à recueillir est obligatoire.

### Moyens d'illégalité interne
Les moyens de légalité interne sont tirés de vices liés au contenu, à la substance de l'acte :
- violation directe de la règle de droit:
- erreur de fait : pour qu'un acte soit légal il faut que les faits sur lesquels il est fondé existent. Ce contrôle date de la décision du Conseil d'État (CE), 14 janvier 1916 Camino
- erreur sur la qualification juridique des faits : contrôle consacré par la décision du CE, 4 avril 1914 Gomel
- erreur de droit : substitution des moyens par la décision Madame Hallal 6 février 2004
- le détournement de pouvoir : CE 26 novembre 1875 Pariset et Laumonnier-Carriol

1) Application d'une règle de droit qui, en l'espèce, n'est pas applicable.
2) Identification de la bonne règle de droit mais mauvaise application en raison d'une mauvaise interprétation de la règle.
- erreur dans la qualification juridique des faits (ou erreur manifeste d'appréciation s'il s'agit d'un domaine dans lequel le juge n'exerce qu'un contrôle restreint)
- détournement de pouvoir : utilisation pour l'administration de son pouvoir de décision dans un but autre que celui en vue duquel ce pouvoir lui a été conféré. Existent 3 variétés :
  - 1) L'administration vise un but complètement étranger à l’intérêt général, comme un but personnel (CE, 1996, Esvan)
  - 2) L'administration agit dans un intérêt général mais différent de celui qu'elle est habilitée à poursuivre (décision CE, 12 novembre 1927, Bellescize)
  - 3) Détournement de procédure : situation où l'administration met en place une procédure à la place d'une autre non pas en vertu d'une exigence légale mais uniquement dans le but de se procurer un avantage (CE, 17 janvier 1902, Favatier).

### Moyens d'ordre public
Ils peuvent être aussi bien de légalité externe que de légalité interne.
- Incompétence de l'auteur de l'acte,
- Méconnaissance du champ d'application de la loi :
  - dans le temps,
  - dans l'espace,
- Contrariété de l'acte par rapport à la chose jugée.
- La responsabilité sans faute de l'administration
- Absence de recours préalable obligatoire avant tout recours contentieux
- Intervention d'une décision juridictionnelle supérieure de nature à interférer sur la légalité de l'acte. Annulation d'un texte par une juridiction supérieure[21] sur lequel l'acte était fondé.

## Conséquences

### Annulation
En cas d'annulation, l'acte est réputé n'être jamais intervenu : c'est l'effet rétroactif de l'annulation pour excès de pouvoir, qui confère au recours pour excès de pouvoir sa puissance et son efficacité. L'administration doit, en tant que de besoin, reconstituer le passé comme si l'acte annulé n'était jamais intervenu. Ce principe de rétroactivité a perdu de son caractère absolu depuis l'arrêt Association AC ! et autres (11 mai 2004) du Conseil d'État. Cet arrêt prévoit en effet que, si l'annulation d'un acte administratif implique en principe que cet acte est réputé n'être jamais intervenu, l'office du juge peut le conduire exceptionnellement, lorsque les conséquences d'une annulation rétroactive seraient manifestement excessives pour les intérêts publics et privés en présence, à moduler dans le temps les effets de l'annulation qu'il prononce.

### Voies d'exécution
Le juge administratif dispose d'un pouvoir d'injonction et d'astreinte à l'égard de l'administration.

### Voies de recours
Le jugement du tribunal administratif peut généralement faire l'objet d'un appel formé devant la Cour administrative d'appel. Toutefois, dans certains cas les décisions rendues en premier ressort ne peuvent faire l'objet que d'un pourvoi en cassation devant le Conseil d'Etat.

### Frais irrépétibles
Le juge administratif peut condamner la partie perdante à tout ou partie des frais liés à l'instance (et notamment les honoraires d'avocat). Cette demande, qui doit être chiffrée, doit être présentée avant la clôture de l'instruction. Lors de l'exercice d'un tel pouvoir, le juge peut très bien décider de ne pas condamner la partie perdante pour des raisons d'équité.